# Lily Mathé
Pour les articles homonymes, voir Mathé.
Lily Mathé (née Lily Markstein), née le 14 juin 1910 à Eger, Autriche-Hongrie et morte le 16 décembre 1985 à Edgware, Royaume-Uni, est une violoniste, chef d'orchestre, déportée, et membre de l’orchestre des femmes d'Auschwitz.

## Biographie

### Famille et enfance
Lily Mathé est née dans la ville d'Eger en Autriche-Hongrie, le 14 juin 1910 sous le nom de Lily Markstein. Ses parents, Alexandre (Sándor) Markstein et Petronella Markstein (née Frank) s'établissent à Ujpest, qui devient le 4ieme arrondissement de Budapest en 1950, et ont 2 autres enfants : Imré/Eméric (né en 1908) qui s'engagera dans la Légion Etrangère, et Férencz (né en 1914) qui émigre en Israël après la Seconde Guerre mondiale.  
Lily fréquente une école juive puis abandonne sa scolarité et part à Budapest pour étudier le violon et la direction d'orchestre. 
En 1932, elle adopte le nom de scène Lily Mathé et monte un groupe tzigane « the 35 Gypsy Boys of Budapest ».

### Musicienne et chef d'orchestre
Elle joue en Hongrie avec son groupe, à qui elle apprend à lire et composer de la musique, puis s'installe à Paris pour quelques années. Ils s'y produisent au restaurant Hungaria sur les Champs Elysées, au Cirque Medrano et à la radio.  
Le groupe effectue des tournées en Allemagne, en Belgique, en France, au Royaume Uni, aux Pays-Bas et en Scandinavie.
- 1932: 
  - Académie royale de musique à Berlin
- 1935:
  - 14 au 26 novembre 1935 : spectacle de deux semaines au Radius à Budapest.
  - 5 décembre 1935 : concert à Berne en Suisse
  - 31 décembre 1935 au 3 janvier 1936 : l'Hôtel de Fribourg, tête d'affiche du Gala du Nouvel An ; le groupe complète son tour avec 3 autres spectacles.
- 1936:
  - 13 au 17 janvier 1936 : théâtre de l'Alhambra à Genève en Suisse
  - 19 au 23 janvier 1936 : première à Lausanne dans le plus grand théâtre de Suisse.
  - 18 février 1936 : Lily Mathé et ses 32 "Gypsy Boys" enregistrent leur célèbre tube "Czardas"[6] au studio Polydor. Le disque est un succès qui passe beaucoup sur les radios de Paris, Berlin et Budapest[7],[8].
  - 5 au 11 juin 1936 : gala de la Semaine de Vienne au gigantesque "Palais d'Eté" à Bruxelles, en Belgique.
  - 23 au 25 août 1936:  tournée au Danemark à Copenhague
  - Septembre - octobre 1936 : tournée au Danemark: à Odense, Horsens, Århus, Viborg et Silkeborg.
- 1937:

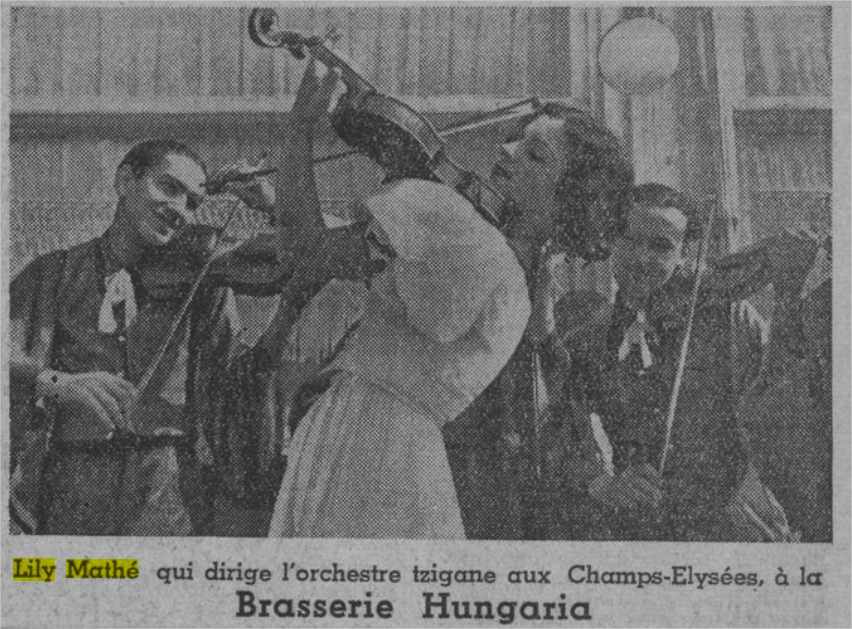
Lily Mathé à la Brasserie Hungaria, Paris, 11 avril 1937

  - Lily Mathé à la Brasserie Hungaria, Paris, 11 avril 193730 janvier au 20 février: "Brasserie Hungaria" de Michel Badalo puis au Cirque Medrano à Paris.
  - 18 au 30 mars puis 8-21 avril: "Brasserie Hungaria" de Michel Badalo à Paris.
  - 5 au 21 mai: l'A.B.C. à Paris
  - 19 juin au 31 juillet: tournée aux Pays-Bas, Pavillon du Rhin à Arnhem
  - juin: célébration du premier anniversaire du prince Bernhard
  - 1er au 20 août: Café Limburgia à Heerlen, aux Pays-bas
  - 18 août: en présence du consul hongrois, concert pour les malades à l'hôpital St. Joseph de Heerlen.
- 1938:
  - 4 au 29 février: Grand Hôtel Central de La Haye, Pays-Bas.
  - 1er au 16 mars: retour au Café Hungaria à Amsterdam, deux spectacles par jour pendant 2 semaines.
  - 7 avril: Au Luxor à Leyde.
  - 13 au 20 mai: Cabaret au Grand Hôtel Frigge à Groningue, Pays-Bas.
  - 11 au 26 juin: Concert de deux semaines au Casino de la station balnéaire de Zandvoort .
  - 1er juillet: Lily Mathé et ses 14 Magyars ouvrent un stand d'une semaine au Pavillon de la Princesse, dans la station balnéaire de Scheveningen.
  - Octobre: Lily et ses Gypsy Boys enregistrent le premier de nombreux engagements qu'ils feront avec le restaurant de Heck.
  - 31 octobre: Départ du Heck's à Amsterdam.
  - 15 décembre 1938 - 12 janvier 1939: retour à Paris, 3 spectacles par jour à la "Brasserie Hungaria".
- 1939:
  - 1er au 18 août: retour aux Pays-Bas.
  - 18 août: grande soirée hongro-néerlandaise : La soirée de cabaret ouvert au Café Limburgia.
  - 30 septembre: Lily décide de rester aux Pays-Bas et est à nouveau accueillie par "Heck's Lunchroom" dans leur salle de Leyde.
  - 4 décembre: Lily Mathé et ses "Gypsy Boys" ouvrent un stand à l'hotel Savoy d'Amsterdam.
- 1940:
  - 1er mars: à Rotterdam à l'hôtel Atlanta
  - 1er au 30 avril: retour à Amsterdam pour un autre concert prolongé au "Heck's Lunchroom"
  - 14 mai: la Luftwaffe allemande lance un bombardement sans merci sur la ville néerlandaise de Rotterdam. L'armée allemande envahit ce petit pays le 15 mai : le piège se referme sur les juifs qui avaient déjà fuit l'Allemagne ou la Pologne. Détenant un passeport hongrois, qui trahit son statut de juive, Lily échappe une première fois à la Gestapo: Quand ils exigent de voir ses papiers, dans sa loge, Lily promet de leur montrer son passeport le jour suivant :  elle s'éclipse ensuite de la ville.
  - 1er août: Restant obstinément aux Pays-Bas avec ses 9 "Gypsy Boys" Lily ouvre un autre stand avec Heck's - dans leur salle à La Haye

### Déportation
En 1939, Lily déménage aux Pays-Bas après le début de la Seconde Guerre mondiale, pour retourner vivre avec sa famille à Budapest deux ans plus tard. 
Après l'occupation allemande de Budapest au printemps 1944, Lily est arrêtée avec ses parents et d'autres membres de sa famille et déportée au camp de concentration d'Auschwitz,. Ses parents sont gazés peu après leur arrivée. Lily échappe à l'extermination après avoir été recrutée dans l’orchestre des femmes d’Auschwitz en tant que violoniste. Là, elle travaille dans l'usine de tissage et doit jouer de la musique pour le commandant du camp, Josef Kramer.  En février 1961, Lily apparaît dans un film d'ITV sur Eichmann et Bergen-Belsen,, où elle déclare que lorsque Josef Kramer la rencontre, il fredonne un air et lui demande de le jouer sur un violon qu'il lui donne. Il lui dit : « Si tu n'y arrives pas, tu vas mourir ». Elle fait un effort qui semblait lui plaire et il lui dit : « Tu as sauvé ta vie ».  On l'a emmenée chez Adolf Eichmann, alors en visite au camp, qui lui dit : « Tu dirigeras un orchestre du camp pour accueillir les nouveaux détenus et tu joueras tous les soirs au mess des officiers ».  
A l'automne 1944, elle est transférée au camp de concentration de Bergen-Belsen. Gravement malade, elle est libérée le 15 avril 1945 par l'armée britannique lorsqu'elle libère Bergen-Belsen.

### Après la guerre
Peu après avoir émigré en Grande-Bretagne en février 1947, elle épouse le 8 mars 1947 à Londres, Edward Bernstein, d'origine viennoise, membre de l'armée britannique qui avait participé à la libération du camp. Edward et Lily vivent au n°3 de Douglas Road à Kilburn (près de Willesden Lane) au Royaume-Uni. 
Dans les années 1950 et 1960, Lily travaille comme chef d'un groupe de musiciens gitans dans le restaurant "Aldwych Brasserie" de la cité de Westminster à Londres. Elle utilise toujours son violon donné par Kramer dans les camps.
Lily témoigne lors du procès d'Adolf Eichmann en Israël en 1961, sur la participation directe de celui-ci lors de la sélection à l'arrivée des déportés.

### Mort
Lily meurt le 16 décembre 1985 au 17 Kenilworth Road à Edgware, Royaume-Uni.

## Pour approfondir